# Allochromis welcommei
Allochromis welcommei – gatunek słodkowodnej ryby z rodziny pielęgnicowatych (Cichlidae), jedyny przedstawiciel rodzaju Allochromis.

## Występowanie
Jezioro Wiktorii w Afryce Wschodniej.

## Opis
Osiąga do około 10,5 cm długości standardowej. 

## Status zagrożenia
Gatunek wpisany do Czerwonej księgi gatunków zagrożonych IUCN jako narażony na wyginięcie (VU). Głównym zagrożeniem jest dla niego okoń nilowy wprowadzony do Jeziora Wiktorii.